# Прямые выборы
Прямые выборы — избирательная система, при которой избиратели прямо и непосредственно избирают депутатов в представительные органы власти. В отличие от косвенных многостепенных выборов, прямые выборы — наиболее демократический способ формирования представительских учреждений, эффективно выражающий волю избирателей и дающий возможность осуществлять право отзыва депутатов, не оправдавших их доверия. 
В Российской Федерации  наиболее масштабным проявлением прямых выборов являются президентские выборы, которые также являются всеобщими, равными и тайными.